# Ніколас Волтерс
Ніколас Волтерс (англ. Nicholas Walters; нар. 4 січня 1986, Монтего-Бей, Ямайка) — ямайський боксер-професіонал. Чемпіон світу за версією WBA (2012—2014), WBA Super (2014—2015) в напівлегкій вазі. Бронзовий медаліст Ігор Центральної Америки і Карибського басейну у Колумбії (2006).

## Любительська кар'єра
Народився Волтерс 4 січня 1986, в Монтего Бей на Ямайці. Боксом почав займатися c 7 років, під керівництвом свого батька, який виступав як профі боксер.
У любительській кар'єрі Нік став призером декількох Карибських чемпіонатів. У 2006 році на Центральноамериканських і Карибських Іграх в Колумбії Ніколас розділив третє місце з Юріоркісом Гамбоа. Загальний рекорд в любителях Волтерса 48 перемог, 11 поразок.
- Чемпіон Карибських ігор 2005 і 2006 роках в напівлегкій вазі
- 2006 Учасник Ігор Співдружності (Мельбурн, Австралія)
  - Переміг Крістофера Дефрейтеса (Тринідад і Тобаго) — 23-6
  - Програв Люку Джексону (Австралія) — 5-12
- 2006 Бронзовий медаліст Ігор Центральної Америки і Карибського басейну (Колумбія)
  - Переміг Перрі Еванса (Гаїті) — 15-6
  - Переміг Педро Соліса Тізол (Гватемала) — 17-4
  - Програв Рональду Де Ла Росі (Домініканська Республіка) — 10-12
- 2007 Чемпіон відбіркового турніру на Панамериканські ігри, (Тринідад і Тобаго)
  - Переміг Отоніеля Ортіса (Віргінські острови) — 31-15
  - Переміг Мігеля Ескальдона (Колумбія) — 17-11
- Переміг Хесуса Куеллара (Аргентина) — 10-9
- 2007 Панамериканські Ігри (Ріо-де-Жанейро, Бразилія)
  - Програв Ідель Торрьєнте (Куба) — 1-18
- 2007 Відбірковий чемпіонат світу (Чикаго, США) на Олімпійські ігри.
  - Програв Бариш Хассану (Швеція) — 9-13
- 2008 Другий відбірковий чемпіонат на Олімпійські ігри, (Гватемала)
  - Програв Мігелю Марріагі (Колумбія) — 9-14

## Професіональна кар'єра
У 2007 році Нік перейшов у профі. Не знаючи іспанської мови, переїхав до Панами, де почав тренуватися під керівництвом Келсо Чавеса в залі імені Рокеро Альказара. Переїзд відкривав йому нові можливості тренінгу і спарингів із сильними профі (Ансельмо Морено, Селестіно Кабальєро, Рікардо Кордоба, Рафаель Консепсьйон, Вінсенте Москалера), а також можливість більше виступати на рингу. Менеджером Ніка став Жак Дешамп, промоушеном його займалася контора Premium Boxing Promotions. Більшість своїх перших боїв Нік провів у Панамі, поступово заробляючи собі там ім'я та піднімаючись по рейтингам.
У лютому 2012 WBA (Світова боксерська асоціація) зобов'язала свого регулярного чемпіона Селестіно Кабальєро провести обов'язковий захист поясу проти Ніколаса Волтерса.
У вересні торги на право проведення бою виграла промоутерська компанія Canelo Promotion. Запропонована сума була 120,000 $, з яких 90,000 $ — частка Кабальєро. Поєдинок між панамським чемпіоном і молодим проспектом, виступаючим в тій же Панамі, повинен був стати великою місцевою подією. Однак Селестіно відмовився від бою, залишивши титул, і перейшов у категорію до 130 фунтів.

### Завоювання титулу регулярного чемпіона світу
8 грудня 2012 року Волтерс провів бій за вакантний титул чемпіона WBA у себе вдома на Ямайці. Суперником став Доліс Прескотт (брат більш відомого боксера Брейдіса Прескотта).
Поєдинок закінчився в 7-му раунді достроковою перемогою Ніколаса. Таким чином Волтерс став десятим чемпіоном з Ямайки, і що найголовніше єдиним, який завоював титул у себе вдома. Свою перемогу Нік присвятив 50-ій річниці Незалежності Ямайки.
Завоювання титулу відкрило для молодого ямайця нові можливості. Був підписаний контракт з промоутерською компанією Top Rank. Перший захист свого титулу Волтерс провів у США з Альберто Гарза. Він пройшов в андеркарті тріплхедера (Деметріус Ендред — Ванес Мартиросян, Майкі Гарсія — Роман Мартінес, Ноніто Донер — Вік Дарчинян).
Волтерс нокаутував Гарзу в четвертому раунді і захистив свій титул чемпіона WBA. Після цього відбулися деякі зміни в команді Волтерса. До тренерського штабу на додаток до Келсо Чавесу, Джобу Уолтерсу прийшов Руді Ернандес.

### Визнання в США
У грудні 2013 року WBA зобов'язала суперчемпіона WBA Сімпіве Ветьєку зустрітися з регулярним чемпіоном Ніколасом Волтерсом. Обом сторонам керівництво WBA відвело 120 днів для досягнення домовленості. Однак цей бій так і не відбувся. У травні 2014 року Ветьєка зустрівся з Ноніто Донером і програв йому технічним рішенням. Волтерс же зустрівся в тому ж вечорі з досвідченим ветераном Віком Дарчиняном, де здобув ефектну перемогу нокаутом у п'ятому раунді. Після цього бою популярність Волтерса значно зросла.
У жовтні 2014 року Волтерсу вдалося добитися зустрічі з суперчемпіоном WBA Ноніто Донером. В день бою ваги під Волтерсом показали 138 фунтів (на 12,5 фунта більше ніж на оф. зважуванні), під Донером — 133 фунта. Гонорари боксерів склали: Донер — 400 тис.$, Волтерс — 150 тис.$. Поєдинок склався напружено, але Волтерс зумів і цього разу домогтися нокауту.
13 червня 2015 року Волтерс зустрівся з колумбійцем Мігелем Марріагою, на рахунку якого було 20 боїв, всі перемоги, 18 з яких — нокаутом. В минулому вони зустрічались на аматорському рингу, де Волтерс програв. Волтерс перевищив ліміт ваги і був позбавлений титула ще на зважуванні. Ніколас переміг Мігеля за очками, але не захистив чемпіонський титул.

### Волтерс проти Ломаченка
26 листопада 2016 року Ніколас зустрівся з Василем Ломаченко. Бій проходив з тотальною перевагою українця. Після 7-го раунду Ніколас відмовився від продовження бою і зазнав першої поразки у професіональній кар'єрі.

### Повернення
Після бою з Ломаченком Волтерс не проводив бої більше шести років, повернувшись до виступів лише у лютому 2023 року.